# Gromada Żuraw (Powiat Częstochowski)
Gromada Żuraw war eine Verwaltungseinheit in der Volksrepublik Polen zwischen 1954 und 1968. Verwaltet wurde die Gromada vom Gromadzka Rada Narodowa, dessen Sitz sich in Żuraw befand und der aus 19 Mitgliedern bestand.

Die Gromada Żuraw gehörte zum Powiat Częstochowski in der Woiwodschaft Katowice (damals Stalinogród) und bestand aus den ehemaligen Gromadas Kobyłczyce, Lipnik, Lusławice, Okrąglik, Zagórze und Żuraw der aufgelösten Gmina Żuraw sowie den Waldgebieten Babski Las, Czerniczno und Grabek aus dem Forstbezirk Julianka.

Zum 1. Juli 1968 wurde die Gromada Żuraw aufgelöst und in die Gromada Mokrzesz eingegliedert.